# Aya Kōda
Aya Kōda (jap. 幸田 文 Kōda Aya;  ur. 1 września 1904, zm. 31 października 1990) – japońska eseistka i powieściopisarka.

## Życiorys
Urodziła się w Tokio, w dzielnicy Mukōjima, jako druga córka pisarza Rohana Kōdy. W wieku pięciu lat straciła matkę, a następnie starszą siostrę i młodszego brata. W wieku 24 lat wyszła za mąż. Po 10 latach rozwiodła się i wraz z córką Tamą wróciła do ojca.
W czasie wojny pracowała, aby utrzymać rodzinę (co opisuje Tama Aoki w Koishigawa no ie, pol. Dom w Koishigawa), wykorzystując w praktyce umiejętności, których od dziecka uczyła się w domu. Po śmierci ojca wydała zbiór esejów poświęconych wspomnieniom o nim: Chichi (Ojciec), Konna koto (Takie rzeczy) i z dzieciństwa – Misokkasu (Wyrzutek), które spotkały się z zainteresowaniem czytelników. Wkrótce jednak poczuła się ograniczona formą eseju i napisała powieść Nagareru (Płynąc), opartą na doświadczeniach z okresu, gdy mieszkała i pracowała w domu gejsz. Otrzymała za nią nagrodę Japońskiej Akademii Sztuk Pięknych oraz literacką nagrodę wydawnictwa Shinchōsha i umocniła swoją pozycję w świecie literackim. Następnie otrzymała Nagrodę Yomiuri za Kuroi suso (Czarny rąbek). Cechy charakterystyczne jej stylu to siła ekspresji i poczucie moralności.
W ostatnich latach zaangażowała się w odbudowę przyświątynnych pagód w różnych regionach Japonii.
Zmarła 31 października 1990 w wieku 86 lat.
Jej córka Tama Aoki oraz wnuczka Nao Aoki są również pisarkami.

## Twórczość
Kuroi suso (Czarny rąbek), Nagareru (Płynąc), Tatakai (Walka), Otōto (Młodszy brat), Misokkasu (Wyrzutek), Shūen (Ostatnie chwile), Sōsō no ki (Zapiski z pogrzebu) oraz wydane pośmiertnie: Kuzure (Upadek), Ki (Drzewo), Kimono, Yami (Mrok).